# Свидание с Соколом
«Свидание с Соколом» (англ. A Date with the Falcon) — детективный фильм с элементами комедии режиссёра Ирвинга Рейса, который вышел на экраны в 1942 году.
Это второй из 16 фильмов киноцикла об обходительном джентльмене-сыщике Гае Лоуренсе по прозвищу Сокол. В этом фильме Сокол (Джордж Сандерс) берётся за дело похищенного учёного Уолдо Сэмпсома (Алек Крейг), который открыл способ получения высококачественных синтетических алмазов. Вскоре с помощью экзотической роковой женщины Риты Мары (Мона Марис) Сокола также похищают, а позднее он становится подозреваемым в убийстве Сэмпсома. Но всё-таки Соколу удаётся убедить полицию дать ему возможность раскрыть это дело. Несмотря на то, что он должен одновременно постоянно налаживать отношения со своей ревнивой невестой Хелен Рид (Венди Барри), Соколу удаётся разоблачить банду, которая намеревалась продать секретную формулу Сэмпсома. Он возвращает формулу властям и спасает учёного, которого уже считали погибшим.
Фильм получил положительные оценки критики за живой увлекательный сценарий, прекрасную актёрскую игру как Джорджа Сандерса, так и практически всего актёрского состава, а также отличную операторскую работу.

## Сюжет
Ученый Уолдо Сэмпсом (Алек Крейг) открыл способ производства дешёвых синтетических алмазов, которые практически идентичны настоящим. В своей лаборатории в Нью-Йорке он демонстрирует своё открытие представителю алмазной промышленности, мистеру Уоллису (Селмер Джексон) и инспектору полиции Нью-Йорка Майку О’Харе (Джеймс Глисон). Учёный говорит, что при цене природного алмаза в 1000 долларов аналогичный алмаз его производства будет стоить 25 долларов. Пока Уоллис со своим помощником рассматривает искусственный камень, Сэмпсом поясняет О’Харе, что искусственные алмазы не поступят в свободную продажу, так как это разрушит алмазный рынок. Однако эти алмазы необходимы для нужд оборонной промышленности. Удовлетворённый анализом искусственного камня, Уоллис назначает на следующий день встречу Сэмпсома с членами Ассоциации, на который тот продемонстрировал бы своё открытие. Чтобы обеспечить сохранить открытие в тайне и защитить Сэмпсома, О’Хара выделяет ему личную охрану. Когда Сэмпсом остаётся один, приходит телеграмма, согласно которой его брат Херман прибывает в Нью-Йорк и просит встретить его. Сэмпсом быстро собирается и приезжает на вокзал. Однако вместо брата к нему подходит бандит, который, угрожая спрятанным в кармане оружием, заставляет пройти его вместе с собой. Тем временем детектив Бейтс (Эдвард Гэрган) по телефону докладывает О’Харе, что в лаборатории Сэмпсома сейф вскрыт, всё перевёрнуто вверх дном, а самого учёного нет.
О’Хара приходит в бар Jack & Joe Cocktails для встречи со своим другом Гаем Лоуренсом (Джордж Сандерс), детективом-любителем, известным как Сокол, который как раз сообщает бармену, что торопится к своей невесте Хелен Рид (Венди Барри), с которой собирается на вечер с её семьёй. Инспектор уговаривает Сокола обсудить одно дело, показывая ему искусственный алмаз Сэмпсома, а затем сообщает, что создателя таких камней только что похитили. Сокол отказывается говорить об этом, так как обещал быть со своей невестой, однако О’Хара настаивает на том, чтобы Сокол занялся этим делом, так как он разбирается в бриллиантах как никто другой. Сокол же обещает заняться делом только после возвращения из путешествия со своей невестой. Когда вместе с О’Харой он выходит из бара, привлекательная женщина Рита Мара (Мона Марис) приглашает его присесть за свой столик, напоминая, что они встречались на светском приёме в Бухаресте семь лет назад, когда пропало дорогое ожерелье, и Сокол нашёл его. Рита заявляет, что хочет предложить Соколу дело, которое принесёт ему 50 тысяч долларов. Не заинтересовавшись, Сокол уходит и вместе с поджидающим его помощником «Голди» Локком (Аллен Дженкинс) уезжает к своей невесте. В машине Сокол высказывает Голди предположение, что Рита может быть связана с исчезновением Сэмпсома.
Рита звонит своему сообщнику Максу Карлсону (Виктор Килиан), сообщая, что Сокол отказался играть на их условиях, а знает он слишком много. Когда Сокол заезжает в цветочный магазин, чтобы купить букет своей невесте, двое бандитов с улицы через витрину стреляют в него, и Сокол падает, делая вид, что его убили. После нападения Сокол посылает Голди, чтобы он задержал Хелен, обещая скоро подъехать. Раздражённая Хелен говорит Голди, что раз звонил О’Хара, значит будет очередное опасное дело, в котором обязательно будет замешана красивая женщина. Появившийся в последний момент Сокол успокаивает Хелен, обещая вылететь с ней следующим рейсом. Пока Сокол целует свою невесту, в квартиру заходит Рита. Когда раздражённая Хелен выбегает в соседнюю комнату, Рита достаёт пистолет и при поддержке ещё одного бандита требует, чтобы Сокол проследовал за ней. Вернувшись в комнату, Хелен находит дамскую сумочку, которую забыла Рита, с адресом отеля, в котором она остановилась. Пока бандиты везут Сокола в автомобиле, он начинает строить издевательские рожи проезжающим мимо полицейским, и в итоге те останавливают их машину, а затем и задерживают его, тем самым высвобождая из рук преступников. Заплатив в участке штраф, Сокол немедленно звонит Хелен, выясняя у Голди, что та отправилась на его поиски в гостиницу, где остановилась Рита.
Сокол приезжает в гостиницу за Хелен, однако она, заметив его, прячется. Заглянув в журнал регистрации у администратора (Ханс Конрид), Сокол узнаёт, что в гостинице остановился Уолдо Сэмпсом, после чего снимает номер на том же этаже. Когда Сокол регистрируется, подходит ревнивая Хелен, которая даёт ему пощёчину и молча уходит из гостиницы. Догнав её в такси, Сокол успокаивает невесту, после чего возвращается в гостиницу, обещая через пять минут вернуться. Поднявшись на пятый этаж, Сокол проходит в номер Сэмпсома, не подозревая, что за ним следит администратор гостиницы. Сокол находит на кровати убитого Сэмпсома. Обнаружив его карманные часы, Сокол извлекает из них его фотографию. Затем читает оставленную на столе записку, в которой говорится, что он был бы очень признателен, если бы открытый им метод был продан, а сам он очень устал от напряжения и ему требуется сон. В этот момент администратор приводит полицейского, однако Сокол успевает спрятаться на карнизе за окном. В этот момент снизу его замечает Хелен, которая начинает кричать, чтобы он немедленно оттуда убрался, собирая вокруг себя толпу зевак. В конце концов Сокол заходит обратно в комнату, куда уже прибыли детективы О’Хара и Бейтс. Полицейские находят на прикроватном столике Сэмпсома пузырёк со снотворным, и Сокол предполагает, что учёного заставили принять его силой. О’Хара арестовывает Сокола и поручает Бейтсу доставить его в участок. В холе гостиницы на них налетает Хелен, сбивая обоих мужчин с ног. Пока Бейтс приходит в сознание, Сокол вместе с Хелен убегают. На улице Сокол быстро исчезает, назначая своей невесте встречу через час на аэродроме.
Когда Сокол появляется у самолёта, его забирает О’Хара. Успокоив в очередной раз Хелен, Сокол удаляется вместе с детективом. По дороге в участок Сокол уговаривает инспектора дать ему 12 часов, обещая раскрыть это дело, после чего выскакивает из машины и уезжает на такси. Он проникает в лабораторию Сэмпсома, где находит телеграмму от его брата, после чего внимательно изучает фотографию, которую изъял из часов убитого. Сокол звонит Голди, выражая сомнение в том, что Уолдо Сэмпсом убит, а затем просит Голди послать Хелен в бар Jack & Joe якобы для встречи с ним. Сокол предполагает, что за ней наверняка будет следить бандиты, и просит Голди в свою очередь проследить за этими бандитами. Когда Сокол появится в баре, бандиты схватят его и увезут. Голди должен проследить, куда его увезут, после чего позвонить инспектору О’Харе и всё ему рассказать. Когда после разговора с Хелен, Сокол выходит из бара на улицу покурить, двое бандитов хватают его и заставляют сесть в их машину, где он вновь видит Риту.
Голди, который следит за происходящим, видит, как Сокола привозят на склад, после чего немедленно звонит в полицию. Сокола проводят в кабинет Макса, который представляет ему ослабшего, подавленного Сэмпсома, который «официально умер». Макс уверен в том, что О’Хара принял убитого Хермана Сэмпсома за его брата-близнеца, после чего заявляет, что скоро убьёт и реального Уолдо, а также Сокола. Далее Макс говорит, что заставил Сэмпсома выдать ему секретную формулу для производства искусственных алмазов. Завтра вместе со своим подручным Макс продаст формулу, поручая Рите тем временем заняться Соколом и Уолдо. Когда Макс со своим подручным Датчем (Фрэнк Моран) уезжает, Голди бросается за ними в погоню.
Оставшись с Ритой и одним из бандитов, Сокол говорит ей, что Макс сейчас заберёт деньги, а на неё повесит два убийства. Макс просто позвонит в полицию, которая обнаружит здесь два трупа. Голди подрезает дорогу машине Макса, останавливает их и начинает потасовку. Вскоре подбегает полицейский, забирая его в участок, несмотря на утверждения Голди, что он дрался с убийцей. Тем временем трое полицейских во главе с Бейтсом подъезжают к складу, и бандит начинает стрелять через закрытие ворота. Полицейские взламывают дверь и в короткой перестрелке убивают бандита. В директорском кабинете, вырубив ещё одного бандита, Бейтс даёт указание освободить Уолдо и Сокола. Когда ему развязывают руки, Сокол хватает с пола пистолет и направляет его на полицейских, а затем скрывается вместе с Ритой на полицейском автомобиле. В дороге он предлагает разделить доход от прибыли за формулу пополам.
Макс и Датч подъезжают к ювелирному магазину, и вскоре вслед за ними появляются Рита и Сокол. Макс предлагает ювелиру формулу за миллион долларов, однако ювелир предлагает 250 тысяч. В этот момент входит Рита с пистолетом, говоря, что она заберёт деньги. Следом появляется Сокол. Рита убивает Макса и предлагает ювелиру продолжить переговоры. Сокол выхватывает у неё пистолет и звонит в полицию, передавая адрес ювелирного магазина. В этот момент ювелир гасит свет и вместе с Ритой вырубает Сокола. После этого Рита обыскивает Макса, но формулы у него при себе нет. О’Хара с полицейскими выезжает в ювелирный магазин. Сокол приходит в себя, и подобрав пистолет, осматривает тело. В этот момент появляется О’Хара, который собирается арестовать Сокола. Затем появляется Бейтс, приводя с собой трёх связанных бандитов и Риту, а также Уолдо Сэмпсома. Сокол поясняет О’Харе, что догадался о «подмене» Сэмпсома из-за поддельной телеграммы, а также по фото Уолдо в часах Хермана, так как человек обычно не носит в часах собственную фотографию. После того, как преступников уводят, инспектор спрашивает, где формула. Никто не знает, пока Голди не достаёт из кармана бумагу, которую случайно вырвал у Макса, когда они дрались во время автоаварии. Сокол уточняет у Уолдо, и тот подтверждает, что это его формула. О’Хара уже готов снять с Сокола наручники, однако Хелен забирает у него ключ, заявляя, что так он от неё не сбежит. Сокол и Хелен наконец-то отправляются в романтическое путешествие, но когда они оказываются на борту самолета, красивая молодая женщина приветствует Сокола, вновь вызывая ревность его невесты.

## В ролях
- Джордж Сандерс — Гай Лоуренс, Сокол
- Венди Барри — Хелен Рид
- Аллен Дженкинс — Джонатан «Голди» Локк
- Джеймс Глизон — детектив инспектор О’Хара
- Мона Марис — Рита Мара

### В титрах не указаны
- Эдвард Гэрган — детектив Бейтс
- Алек Крейг — Уолдо Сэмсом / Херман Сэмпсон
- Ханс Конрид — администратор гостиницы
- Виктор Килиан — Макс Карлсон
- Фрэнк Моран — Датч

## Создатели фильма и исполнители главных ролей
Как пишет историк кино Фрэнк Миллер, создатель образа Сокола, британский писатель Майкл Арлен сделал себе имя более серьёзным — и скандальным — романом под названием «Зелёная шляпа» (1924), по которому в 1928 году был поставлен фильм «Женщина дела» (1928) с Гретой Гарбо в главной роли. Помимо единственного рассказа о Гае Фалконе, Арлен никогда больше не писал никаких других историй о Соколе, хотя позже студия рекламировала свои фильмы как основанные на романах о Соколе. Возможно, имелись в виду книги, выпущенные RKO Pictures в качестве рекламной привязки к фильму, включая две, авторство которых приписывается Джорджу Сандерсу.
Над созданием этого фильма работала та же команда в составе продюсера Говарда Бенедикта, режиссера Ирвинга Рейса, сценаристов Линн Рут и Фрэнка Фентона, а также исполнителя заглавной роли Джорджа Сандерса, которая сделала фильмы «Дерзкий Сокол» (1941) и «Сокол и большая афера» (1942).
Режиссёр Ирвинг Рейс помимо трёх фильмов о Соколе известен также постановкой романтической мелодрамы с Генри Фондой «Большая улица» (1942), фильма нуар с Пэтом О’Брайеном «Катастрофа» (1946), романтической комедии с Кэри Грантом «Холостяк и девчонка» (1947), фильма нуар с Эдвардом Г. Робинсоном «Все мои сыновья» (1948) и романтической мелодрамы с Дэвидом Нивеном «Очарование» (1948).
В 1939—1941 годах британский актёр Джордж Сандерс сыграл на RKO Pictures заглавную роль в пяти фильмах о джентльмене-детективе Саймоне Темпларе по прозвищу Святой. Когда этот цикл был закрыт, RKO дали роль ему детектива-сыщика по прозвищу Сокол, который мало чем отличался от Святого. Сандерс сыграл Сокола в четырёх фильмах на протяжении 1941—1942 годов, после чего отказался от этой роли, желая полностью уйти из фильмов категории В. В 1942 году в роли Сокола его сменил родной брат Том Конуэй, который вплоть до 1946 года сыграл эту роль в девяти фильмах. Сандерс же позднее добился успеха с ролями в таких фильмах, как «Портрет Дориана Грэя» (1945), «Хэнговер-сквер» (1945), «Призрак и миссис Мьюр» (1947), «Всё о Еве» (1950), который принёс ему «Оскар» за исполнение роли второго плана, «Путешествие в Италию» (1954), а также «Выстрел в темноте» (1964).
Как пишет историк кино Фрэнк Миллер, британская актриса Мона Барри «зачастую больше интересовалась вечеринками, чем актёрской работой». Поэтому студия активно использовала в рекламных целях её заметное участие в жизни общества, в частности, в то время она встречалась с известным гангстером Багси Сигелом. Тем не менее, в этот период у неё были заметные роли, в частности, в детективе «Чарли Чан в Лондоне» (1934), а также в музыкальных и романтических комедиях «Одна ночь любви» (1934), «Любовь в бегах» (1936), «Есть, о чём петь» (1937) и «Когда встречаются леди» (1941). После «Свидания с Соколом» Барри покинула студию RKO, начав неудавшуюся карьеру фрилансера, однако позднее стала одной из звезд первых ведущих телевизионных ток-шоу.
Аргентинская актриса Мона Марис сыграла в музыкальной комедии с Кэри Грантом «Поцелуй и накрась губы» (1934), военной приключенческой драме «Подполье» (1941), военном триллере с Дэной Эндрюсом «Берлинский корреспондент» (1942), музыкальной мелодраме с Ритой Хейворт «Моя девушка Сэл» (1942) и романтической комедии с Джинджер Роджерс «Биение сердца» (1946). В 1944 году Марис появилась ещё в одном фильме о Соколе, «Сокол в Мексике» (1944), где заглавную роль сыграл Том Конуэй.
В этом фильме вновь появились двое актёров, сыгравших в первом фильме о Соколе «Дерзкий Сокол» (1941), это Аллен Дженкинс в роли недалекого напарника главного героя Голди Локка и характерный актер Ханс Конрид, сыгравший на этот раз роль гостиничного администратора.

## История создания фильма
Впервые персонаж по имени Сокол (по-английски — Фалкон) появился в рассказе Майкла Арлена «Гай Фалкон», опубликованном в 1940 году в журнале Town & Country. Своего героя автор описал как свободного авантюриста и специалиста по решению проблем, который зарабатывает на жизнь, «держа рот на замке и ввязываясь в опасные предприятия». В рассказе Арлена это был грубо прописанный персонаж, живущий на самой грани закона. Его звали Гай Фалкон, и это было его настоящим именем, а не прозвищем. Отказавшись от фильмов со Святым, студия RKO Pictures купила права на историю Арлена, начав новую аналогичную серию детективных фильмов с Сандерсом в роли Сокола. При этом студия сменила герою имя персонажа Арлена на Гай Лоуренс и придала ему больше утонченности. С 1942 по 1949 герой по прозвищу Сокол в 17 фильмах «сражался с преступниками и секретными агентами». За это время его сыграли три разных актёра, и каждый раз с актёром менялось и настоящее имя Сокола.
В 1941 году Сандерс впервые появился в роли Гая Лоуренса в фильме «Дерзкий Сокол» (1941). Студия дала ему помощника-острослова Голди Локка (Аллен Дженкинс), чтобы он помогал с работой, и подругу Хелен Рид (Венди Барри), которая преследовала Сандерса, пока он гонялся за преступниками, а также ввела в историю ряд красивых и почти всегда доступных женщин-свидетелей и сообщниц.
Эта второй фильм цикла о Соколе от студии RKO. Поскольку от Арлена больше не было историй, на которые можно было бы опереться, начиная с этого фильма, студия добавила также подозрительного полицейского инспектора О’Хару, которого сыграл Джеймс Глисон. Хотя этот фильм заканчивается помолвкой Сандерса с Хелен Рид, и они направляются для встречи с родителями, однако больше в фильмах цикла она не появлялась. Как полагает историк кино Фрэнк Миллер, «видимо, после двух попыток дать Гаю Лоуренсу постоянную девушку RKO отказалась от этой идеи».
Рабочим названием этого фильма было «Гай Фалкон вступает в дело» (англ.  The Gay Falcon Steps In).
Фильм находился в производстве с 7 августа до конца августа 1941 года, премьера состоялась в Нью-Йорке 24 ноября 1941 года. Фильм вышел в широкий прокат 16 января 1942 года.

## Оценка фильма критикой
После выхода этой картины обозреватель «Нью-Йорк Таймс» дал ей в целом позитивную оценку, написав, что «у Сокола дела идут лучше, чем у Святого. Концепция фильма в основе своей всё та же, но продюсер, режиссёр и сценаристы её усовершенствовали. В диалогах стало немного больше блеска, ситуации более ярко проработаны, а замечательный актёрский состав, в который в данном случае входят Джеймс Глисон, Аллен Дженкинс и Виктор Килиан, играет с несколько большей живостью». Однако, как продолжает критик, «несмотря на смену личности, мистер Сандерс — всего лишь немного более броский Святой. И вряд ли это возбуждает — разве что маленьких мальчиков и фанатов фильмов категории В».
Современный кинокритик Дерек Уиннерт написал, что «это достаточно хороший фильм цикла, симпатичный и занимательный». У него крепкий детективный сюжет, быстрый темп, нотка цинизма, внезапные небольшие всплески насилия, короткая продолжительность и высокий профессионализм во всем. Вместе с тем, по мнению критика, «здесь многовато вялой, небрежной, и глупой комедии, а также постоянно повторяющийся акцент на заигрывании Сокола с женщинами и вспышках раздражения его невесты, из-за чего Венди Барри трудно сохранить свою героиню приятной и не слишком утомительной». Но, продолжает Уиннерт, «супер-изящная игра Сандерса и хорошо проработанная поддержка со стороны Дженкинса, Глисона и Гаргана, а также Моны Марис делают этот фильм увлекательным и весёлым». Уиннерт также отмечает «операторскую работу Роберт Де Грассе, которая даёт аккуратную, малобюджетную, сочную картинку фильма нуар, где по максимуму используется реквизит и декорации RKO».
Как отмечает историк кино Фрэнк Миллер, «хотя фильмы о Соколе были далеко не самыми выдающимися постановками RKO, они занимают важное место в истории Голливуда. Помимо того, что, как и большинство серийных фильмов, они служили испытательным полигоном для молодых талантливых режиссёров и актёров, их всё более нарастающий цинизм закладывал базу для нового жанра — фильма нуар».